# Райбер, Пауль
Пауль Райбер (нем. Paul Reiber, 15 ноября 1904 — 1992) — германский борец греко-римского стиля, чемпион Германии, призёр чемпионата Европы.
Родился в 1904 году. В 1922 году стал чемпионом земли Вюртемберг. В 1925 году выиграл чемпионат Германии и занял 4-е место на чемпионате Европы. В 1926 году стал серебряным призёром чемпионата Европы и занял 2-е место на чемпионате Германии. В 1927 году стал бронзовым призёром чемпионата Германии. В 1929 году вновь принял участие в чемпионате Европы, но стал там лишь 6-м.